# ماريا ستيبانوفا
ماريا ستيبانوفا (بالروسية: Степанова, Мария Александровна) مواليد 23 فبراير 1979 في كراي ستافروبول، الجمهورية الروسية السوفيتية الاتحادية الاشتراكية، هي لاعبة كرة سلة روسية. تم اختيارها من قبل فريق فينيكس ميركوري خلال الدرافت. يبلغ طولها 6 قدم 8 بوصة (2.0 م). مثلت منتخب بلادها. شاركت في دورة الألعاب الأولمبية الصيفية سنة 1996.

## سجل المنافسة
شاركت في المنافسات التالية:
- الألعاب الأولمبية الصيفية 1996
- الألعاب الأولمبية الصيفية 2000
- الألعاب الأولمبية الصيفية 2004
- الألعاب الأولمبية الصيفية 2008

## الميداليات
| الميدالية | المسابقة                       |
| --------- | ------------------------------ |
| برونزية   | الألعاب الأولمبية الصيفية 2004 |
| برونزية   | الألعاب الأولمبية الصيفية 2008 |

## روابط خارجية
- ماريا ستيبانوفا على موقع الاتحاد الدولي لكرة السلة (الإنجليزية)
- ماريا ستيبانوفا على موقع الاتحاد الوطني لكرة السلة النسائية (الإنجليزية)
- ماريا ستيبانوفا على موقع كرة السلة الأوروبية.كوم (الإنجليزية)
- ماريا ستيبانوفا على موقع بروبوليرز (الإنجليزية)
- ماريا ستيبانوفا على موقع سبورتس رفرنس (الإنجليزية)
- ماريا ستيبانوفا على موقع سبورتس رفرنس (الإنجليزية)
- ماريا ستيبانوفا على موقع أوليمبيديا (الإنجليزية)